# Майкл Голлік
Майкл Ендрю Голлік (англ. Michael Andrew Hollick; нар. 5 серпня 1973, Бруклін, Нью-Йорк, США) — американський актор театру, кіно та дубляжу. Найбільш відомий за озвучення Ніко Беллика у комп'ютерній грі Grand Theft Auto IV.

## Біографія
Майкл Голлік народився в Брукліні, Нью-Йорк 5 серпня 1973 року. Успішно закінчив Університет Карнегі-Меллон, де здобув ступінь бакалавра образотворчих мистецтв.
Член Гільдії кіноакторів, Американської федерації артистів телебачення та кіно та Асоціації акторського капіталу. Зараз проживає у місті Лас-Вегас, штат Невада.

### Кар'єра
Акторська кар'єра Майкла починалась з постанов «Де Ла Ґуерта» та «Фуерцабрута» на офф-Бродвеї, а також «Тарзан» та «Перемички» на Бродвеї. Також грав другорядні ролі у таких серіалах як Закон і порядок та Секс і місто.
Найуспішнішою та найвідомішою стала роль сербського емігранта Ніко Беллика у комп'ютерній грі Grand Theft Auto IV та її доповненнях (The Lost and Damned та The Ballad of Gay Tony).
Після успіху GTA IV продовжував грати епізодичні ролі у телесеріалах. Зараз працює над лас-вегасською постановою «Короля Лева».

### Сім'я
В 2007 році одружився з актрисою Анджелою Тсаї. 22 липня 2010 року в них народився син Максвелл Мінь.

## Фільмографія
| Рік       |    | Українська назва                    | Оригінальна назва                        | Роль                      |
| --------- | -- | ----------------------------------- | ---------------------------------------- | ------------------------- |
| 1999—2016 | с  | Закон і порядок. Спеціальний корпус | Law & Order: Special Victims Unit        | тренер, фельдшер          |
| 1998—2004 | с  | Секс і місто                        | Sex and the City                         | Дікі Сейлор               |
| 2001—2011 | с  | Закон і порядок. Злочинні наміри    | Law & Order: Criminal Intent             | Баррі Епштейн             |
| 2008      | вг |                                     | Grand Theft Auto IV                      | Ніко Беллик               |
| 2009      | вг |                                     | Grand Theft Auto: The Lost and Damned    | Ніко Беллик               |
| 2009      | вг |                                     | Grand Theft Auto: The Ballad of Gay Tony | Ніко Беллик               |
| 1990—2010 | с  | Закон і порядок                     | Law & Order                              | Нік Кервехел, міністр     |
| 2011      | вг |                                     | Homefront                                | солдати                   |
| 2010—2016 | с  | Поліція Гаваїв                      | Hawaii Five-0                            | офіцер-лейтенант Ґренджер |
| 2015      | вг |                                     | Dying Light: Cuisine & Cargo             | Рональд "Рейзор" Томасі   |

## Нагороди та номінації
| Рік  | Нагорода                   | Категорія                                                           | Праця               | Результат |
| ---- | -------------------------- | ------------------------------------------------------------------- | ------------------- | --------- |
| 2008 | IGN Best of the Year       | Найкраще озвучення                                                  | Grand Theft Auto IV | Перемога  |
| 2008 | Spike TV Video Game Awards | Найкраще озвучення чоловічої ролі: Майкл Голлік в ролі Ніко Беллика | Grand Theft Auto IV | Перемога  |
| 2008 | G4 G-Phoria                | Найкращий новий персонаж: Ніко Беллик                               | Grand Theft Auto IV | Перемога  |